# Yamaha XS 650
De Yamaha XS 650 was de eerste motorfiets met viertaktmotor van het Japanse merk Yamaha, dat tot het verschijnen van dit model alleen tweetakten had geproduceerd. Motorfietsen in de XS 650-serie zijn geproduceerd van 1969 tot 1984.

## Geschiedenis
De eerste uitvoering van de Yamaha XS 650 was de Yamaha XS-1 die in oktober 1969 op de Tokyo Motor Show werd gepresenteerd. De machine moest de tegenhanger worden van de – vooral in de Verenigde Staten populaire – Triumphs. Hoewel de Yamaha’s op het eerste gezicht met hun staande twins veel weg hadden van de Triumph-modellen, waren ze veel moderner uitgevoerd. Zo had de Yamaha XS 650 o.a. een bovenliggende nokkenas, een schijfrem voor en een startmotor (beide laatste vanaf XS-2).
De verkoop verliep aanvankelijk teleurstellend. Van het eerste type (XS-1) met nog een trommelrem voor, werden slechts 6.586 stuks verkocht. De opvolger (XS-2) met een schijfrem voor, was met 18.283 verkochte exemplaren succesvoller. In Duitsland werd de XS 650 zo slecht verkocht dat importeur Mitsui Machines het model na 1972 uit de collectie haalde. .
Als een tijdelijke oplossing werd de Yamaha TX 750 op de markt aangeboden. Deze 360 graden twin,die was uitgerust met het zg omni phase balancer systeem,
werd echter een groot fiasco. Een van de problemen die optraden was dat de balansgewichten de olie tot schuim klopte, met funeste gevolgen voor oa kruk- en nokkenas. 
Na ingrijpende wijzigingen werd de XS 650-serie vanaf de lancering van de tweede generatie (modeljaar 1974/1975) een succes op de markt. In 1977 verscheen een custom-uitvoering, de XS 650 Special.
De laatste modellen werden geproduceerd in 1983, maar in 1987 werden nog nieuwe XS 650-modellen geleverd.

## Fotogalerij

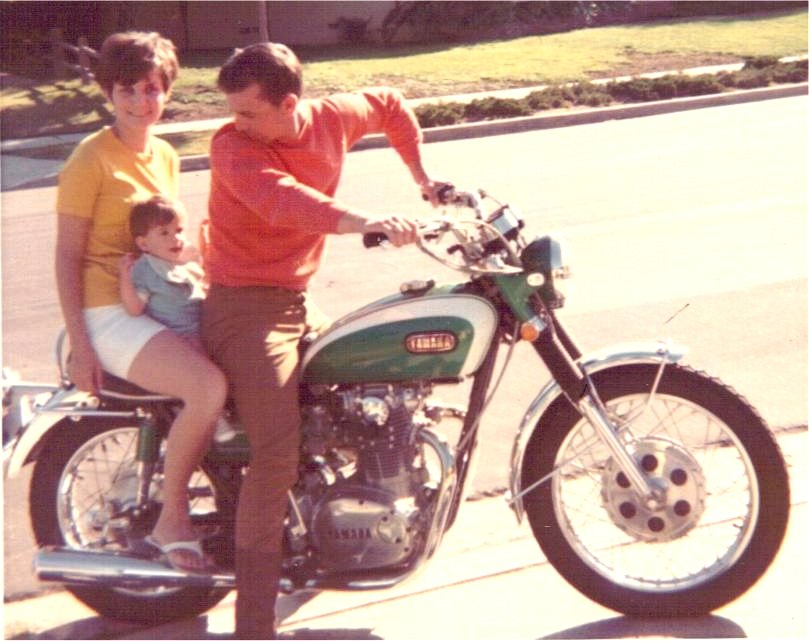
Yamaha XS Type XS-1 uit 1969
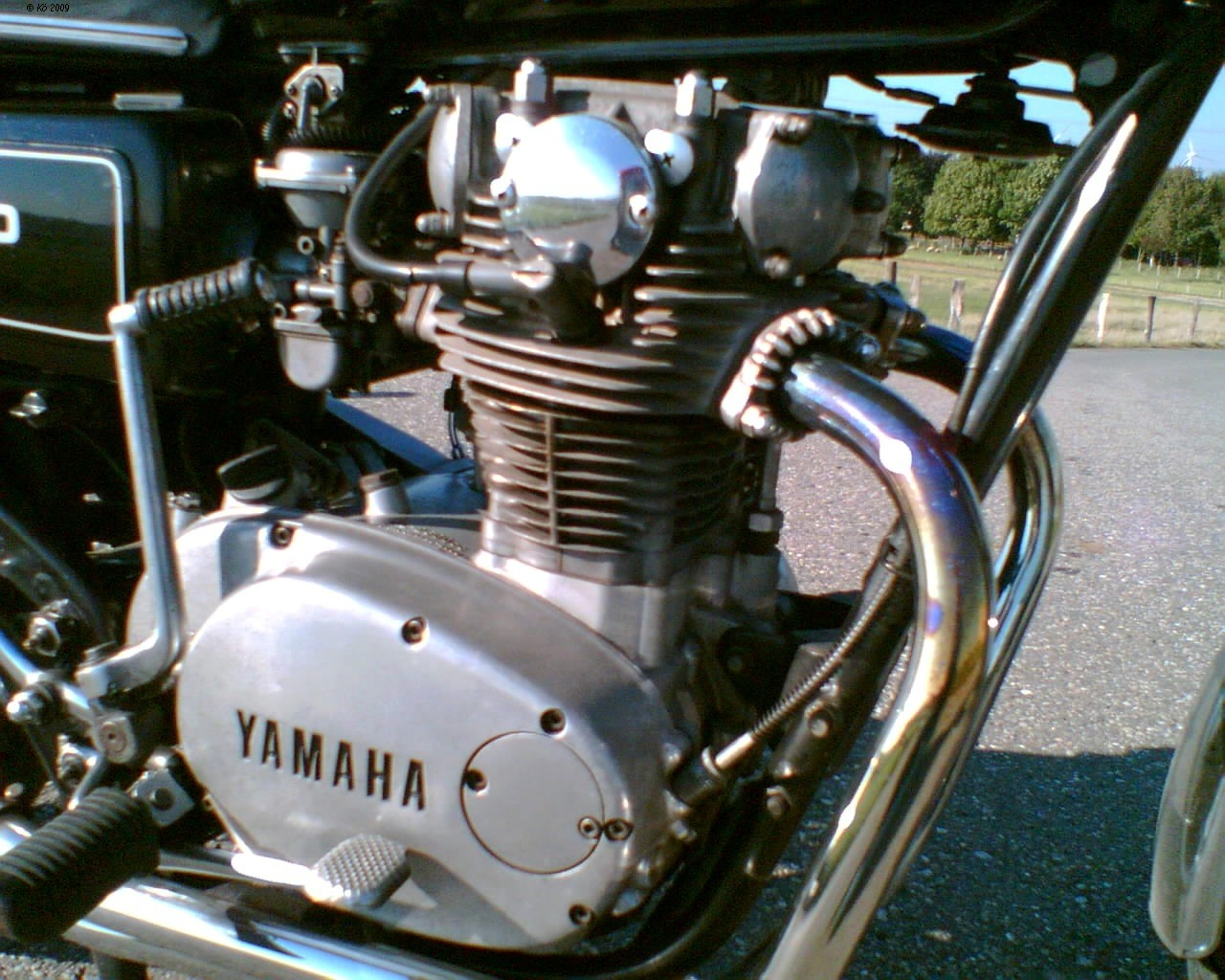
Yamaha XS 650, Type 447 uit 1978